# Plus–minustecken
Plus–minustecknet, ±, är en matematisk symbol som när det skrivs framför ett tal anger två värden, ett positivt och ett negativt. Båda har samma belopp, och som när det skrivs mellan två tal, anger två sätt att räkna på, att lägga till det följande talet, och att dra ifrån det.

## Användning
En andragradsekvation har alltid två komplexa rötter (eller en dubbelrot), och det kan hända att dessa är lika bortsett från deras tecken. Då kan man med fördel ange rötterna med plus-minustecknet, som i exemplen nedan.
{\displaystyle x^{2}=9}
{\displaystyle x=\pm 3}
eftersom
{\displaystyle 3\cdot 3=9}
och även
{\displaystyle (-3)\cdot (-3)=9}
eller
{\displaystyle x^{2}-4x-21=0}
{\displaystyle x=2\pm 5}
eftersom
{\displaystyle 7\cdot 7-4\cdot 7-21=0}
och även
{\displaystyle (-3)\cdot (-3)-4\cdot (-3)-21=0}.
Plus–minustecknet används också för att ange med vilken noggrannhet en mätning har utförts. Tecknet uttrycker då en osäkerhet:
(6,5 ± 0,2) mm
14,2 m s−1 ± 13 %

## Minus-plustecken
Plus-minustecknet kan också användas uppochned, som minus-plustecken (∓), men har i praktiken samma betydelse som plus-minustecknet:
{\displaystyle -(184{\rm {}}\pm {\rm {}}7){\rm {}}=-{\rm {}}184{\rm {}}\mp {\rm {}}7}
Om ett plusminustecken och ett minusplustecken uppträder i samma uttryck skall de anta motsatt värde:
{\displaystyle x\pm y\mp z=x\pm (y-z)}

## Typografiska aspekter
Både plus-minustecknet och minus-plustecknet bör omges av mellanrum, utom då de används som förtecken:
{\displaystyle \pm 99,4-6}

## Unicode och HTML
Plus-minustecknet har HTML-, ASCII- och Unicode-koderna &#0177; eller &plusmn;, Alt+0177 respektive U+00B1 (Plus-minus sign).
Minus-plustecknet har Unicode-koden U+2213 (Minus-or-plus sign).